# Nederweert
Nederweert (limburguès Ni-jwieërt) és un municipi de la província de Limburg, al sud-est dels Països Baixos. L'1 de gener del 2009 tenia 16.738 habitants repartits sobre una superfície de 101,79 km² (dels quals 1,52 km² corresponen a aigua). Limita al nord amb Someren (NB), Asten (NB) i Meijel, a l'oest amb Cranendonck i al sud amb Weert i Leudal.

## Centres de població
Budschop, Leveroy, Nederweert, Nederweert-Eind, Ospel, Ospeldijk, Schoor.

## Administració
| Eleccions municipals | Eleccions municipals | Eleccions municipals | Eleccions municipals |
| -------------------- | -------------------- | -------------------- | -------------------- |
| Partit               | 1998                 | 2002                 | 2006                 |
| CDA                  | 8                    | 8                    | 6                    |
| JAN                  | 4                    | 4                    | 5                    |
| PvdA                 | 3                    | 3                    | 3                    |
| VVD                  | 2                    | 2                    | 3                    |
| Total                | 17                   | 17                   | 17                   |